# Simon Fick
Simon (Vick) Fick, född 1728 i Lettland, död 7 januari 1789 i Göteborg, var en lettländsk-svensk kyrkomålare.
Han kom till Göteborg från Mitau i Lettland omkring 1750 och blev mästare i Göteborgs Målareämbete 1759 och erhöll burskap i Göteborg 1760. Han gifte sig med Lars Holms änka Margareta Henriksdotter och kom genom äktenskapet att få ett stort inflytande i Göteborgs Målarämbete. Få av hans arbeten har bevarats till eftervärlden antingen har hans målningar överkalkats eller kyrkobyggnaderna rivits och ersatts av nya.    